# Krasnojarka (obwód swierdłowski)
Krasnojarka (ros. Красноярка) – osiedle w Rosji, w obwodzie swierdłowskim, w rejonie sierowskim. W 2021 liczyło 1216 mieszkańców.